# Le Phare du Dahomey
Le Phare du Dahomey est un journal dahoméen fondé en 1929.

## Présentation
Créé à Cotonou en 1929,, Le Phare du Dahomey est à l'origine un bimensuel qui est tiré à 800 exemplaires en 1931. Son fondateur est Augustin Nicoué, imprimeur de profession, qui a créé le titre à la suite du refus d'un autre journal, La Voix du Dahomey, de publier ses annonces commerciales.
En 1935, l'imprimerie Nicoué, qui édite le bimensuel, est composée d'onze hommes dont 5 apprentis.
Modeste bulletin d'informations et de publicité au départ, le bimensuel s'est progressivement transformé en journal politique. Il devient un hebdomadaire entre 1937 et 1939.
Après plusieurs années sans paraître en raison de la Seconde Guerre mondiale, le journal publie un numéro mensuel à compter de juillet 1945.

### Biographie du fondateur
Augustin Nicoué est né à Agoué le 9 janvier 1895. Après avoir occupé plusieurs professions (commissaire-greffier au tribunal de Cotonou en 1912, employé au Chemin de fer du Dahomey en 1913, cabaretier-restaurateur vers 1920, imprimeur de cartes de visite en 1926...), il fonde Le Phare du Dahomey en 1929 et occupe le poste de directeur-gérant. Il meurt le 25 avril 1950 sur le paquebot qui le ramenait de France à Cotonou via une escale à Dakar. Sa fille, Euphrasie Nicoué épouse Tanifeani, devient député de la 2e législature du Bénin en 1995.

## Personnalités liées
- Paul Hazoumé, collaborateur du journal et membre du comité de rédaction[9],[10],[11]

### Article
- Midi colonial, Marseille, 1er avril 1937